# Georges Legrain
Georges Albert Legrain (Paris, 4 de outubro de 1865 – Luxor, 22 de agosto de 1917) foi um egiptologista francês.

## Formação e carreira
De 1883 a 1890 Legrain foi aluno da École des Beaux-Arts de Paris, mas também estudou egiptologia na época, assistindo aulas na Sorbonne de estudiosos famosos como Gaston Maspero. Seu primeiro artigo acadêmico, sobre a análise de um papiro demótico, foi publicado em 1887.
Em 1898 casou com Jeanne-Hélène Ducros, com quem teve 2 filhos.
Em 1892 teve a oportunidade de ir ao Cairo como membro do Instituto Francês de Arqueologia Oriental (IFAO) local sob direção de Urbain Bouriant, para trabalhar como desenhista e ilustrador arqueológico.
Jacques de Morgan, o novo chefe do Serviço de Antiguidades, estava então preparando seu Catalogue des Monuments et Inscriptions de l’Egypte. Legrain trabalhou no primeiro volume, tratando do graffiti na região de Assuã, onde também participou das escavações.
Ele passou muitos anos com suas pesquisas no Templo de Karnak. A partir de 1895 foi o supervisor das antiguidades lá, responsável pela restauração do enorme complexo do templo de Karnak em Luxor.
Em 1899 11 das enormes colunas do Grande Salão Hipostilo desabaram em uma reação em cadeia. Então Legrain foi encarregado da reconstrução desta parte do Templo, onde os trabalhadores tinham que construir novas bases sólidas para as colunas. Em 15 de maio de 1902 ele registrou nos "Annales" a conclusão desta parte da obra.
Mais tarde, um trabalho semelhante teve que continuar para fortalecer o resto das colunas do Templo.

## Esconderijo de Karnak
Em 1903 Legrain fez uma descoberta importante no Templo - descobriu um esconderijo de quase oitocentas estátuas de pedra e dezessete mil bronzes, bem como outros artefatos. Eles foram enterrados na seção noroeste do pátio do Recinto de Amon-Rá, em frente ao Sétimo Pilone. Este local agora é conhecido como Esconderijo do Recinto de Amon-Rá, que é um dos quatro principais recintos do templo que compõem o imenso complexo do Templo de Karnak.
Entre essas 800 estátuas de pedra, havia mais de 350 estátuas de bloco.
Este foi o maior tesouro de estátuas egípcio já registrado. Em geral, acredita-se que o tesouro foi enterrado ritualmente pelos sacerdotes do templo no período ptolomaico para aliviar a multidão de ofertas particulares dadas ao longo dos séculos.
O trabalho de desenterrar todos esses objetos - dificultado pelo lençol freático alto - durou até 1907. A maioria das estátuas acabou no Museu do Cairo, mas também em outros museus ao redor do mundo.
Os objetos datam principalmente do Império Novo até o final do período ptolomaico. Alguns objetos dos Reinos Antigo e Médio também foram encontrados.
Do Reino Antigo foi encontrada a parte inferior de uma estátua do rei Niuserré da 5ª Dinastia.
Existem mais achados do Império Médio, como as estátuas reais de Sesóstris I, Sesóstris III e Amenemés III.
Um projeto de banco de dados no Esconderijo de Karnak foi lançado em 2006 como um projeto conjunto do Instituto Francês de Arqueologia Oriental (IFAO) e do Conselho Supremo de Antiguidades (SCA) do Egito.
Em janeiro de 2012 a versão 2 do Karnak Cachette Database foi disponibilizada online. Ela dá acesso a cerca de 8 000 fotos que documentam as estátuas mantidas no Museu Egípcio do Cairo.

## Anos finais
Legrain continuou seu trabalho no Egito mesmo após o início da Primeira Guerra Mundial. Seu trabalho árduo e as pressões de lidar com a burocracia levaram à doença e sua morte súbita em 1917. Seus diários de escavação, bem como sua lista mestre dos objetos do Esconderijo de Karnak agora estão perdidos. Apenas os relatórios publicados permanecem.
Mesmo assim, ele era um bom fotógrafo, e mais de 1200 fotos de suas escavações e reconstruções ainda estão preservadas.

## Publicações
- Jacques de Morgan; Urbain Bouriant; Georges Legrain; Gustave Jéquier; A. Barsanti, Catalogue monuments et inscriptions de l'Egypte antique, 3 volumes (De la frontière de Nubie à Kom Ombos, Kom Ombos), Wien: Wood-live, to 1894-1909.
- Morgan, Jacques de ; Legrain, Georges, Fouilles à Dahchour, 2 volumes, Wien: Wood-live, 1895, 1903.
- Legrain, Georges, L'aile nord du pylône d'Aménophis III à Karnak, Paris : Leroux, 1902.
- Legrain, Georges, Statues et statuettes de rois et de particuliers, 3 volumes, Le Caire : Imprimerie de l'Inst. Français d'Archéologie Orientale, 1906-1925, (Catalogue général des antiquités égyptiennes Musée de Caire).
- Friedrich Preisigke, Ägyptische und griechische Inschriften und Graffiti aus den Steinbrüchen des Gebel Silsile (Oberägypten) : nach den Zeichnungen von Georges Legrain (Egyptian and Greek inscriptions and graffiti from the quarries of the Gebel Silsile (Upper Egypt): after the designs of Georges Legrain), Strassburg : Truebner, 1915.
- Legrain, Georges, Les Temples de Karnak, Bruxelles: Vromant, 1929.
- Legrain, Georges, Une Famille copte de strike Haute-Egypte, Brussels, 1945.